# Channel V at the Hard Rock Live
Albums de Mr. Big
Hey Man
(1996) Live at Budokan
(1997)
Channel V at the Hard Rock Live est le quatrième album live du groupe de hard rock Mr. Big.

## Liste des titres
1. "Alive and Kickin'" – 6:17
2. "Green-Tinted Sixties Mind" – 3:19
3. "Where Do I Fit In?" – 4:54
4. "Jane Doe" – 4:02
5. "Goin' Where the Wind Blows" – 5:10
6. "Take a Walk" – 3:40
7. "Voodoo Kiss" – 4:14
8. "The Chain" – 4:32
9. "Wild World" – 3:40
10. "Take Cover" – 5:54
11. "To Be with You" – 4:04
12. "Daddy, Brother, Lover, Little Boy (The Electric Drill Song)" – 4:08

Version asiatique (Atlantic Records AMCY-2090) 
1. "30 Days in the Hole" – 4:28
2. "Mr. Big" – 4:30

La piste 9 est une reprise de Cat Stevens tiré de l'album Tea for the Tillerman.

La piste 13 est une reprise de Humble Pie tiré de l'album Smokin'.

La piste 14 est une reprise de Free tiré de l'album Fire and Water.

## Membres
- Eric Martin – Chant
- Paul Gilbert – Guitare
- Billy Sheehan – Basse
- Pat Torpey – Batterie
- Kevin Elson - Ingénieur et mixeur
- Tom Size - Mixeur